# Schneider TM
Schneider TM ist ein experimentelles Soloprojekt von Dirk Dresselhaus aus Berlin (* 1970 in Bielefeld, Nordrhein-Westfalen), das sich der elektrischen und elektronischen Musik widmet.

## Wirken
Von 1988 bis 1997 spielte und sang Dirk Dresselhaus in Indie-Rock-/Noiserock- und Pop-Bands wie Locust Fudge, die 2004 und 2018 wieder belebt wurden, und Hip Young Things, woraufhin er sich ab 1997 mehr mit elektronischer Musik beschäftigte und das Projekt Schneider TM startete, mit dem er sich für einige experimentelle Elektro-Freakpop Alben und Indie-Hits wie Reality Check, Frogtoise, Pac Man/Shopping Cart oder eine Coverversion des Songs There Is a Light That Never Goes Out von The Smiths mit dem Titel The Light 3000, eine von u. a. John Peel und The Wire hochgelobte und zu einer der besten Cover-Versionen aller Zeiten gewählte Kollaboration mit Kptmichigan, verantwortlich zeigte.
Schneider TM wird als einer der Erfinder des Musik Genres Indietronic oder auch Indietronica genannt.
Seit 1998 spielte Schneider TM mehrere Hundert internationale Live-Konzerte inklusive einiger renommierter Festivals wie CTM (Berlin), Sónar / Sonar Sound (Barcelona, Rom, Tokio), Mutek (Montreal, Mexiko-Stadt), Arty Farty (Lyon), Pukkelpop (Hasselt), Hultsfredfestival (Hultsfred), Kilbi Festival (Bad Bonn), Frieze Art Fair / Frieze Music (London), Phonem Festival (Istanbul), Numero Festival (Lissabon), Les Siestes électroniques festival (Toulouse), Melt Festival (Gräfenhainichen), Midi Festival (Hyéres), Motomix Festival (Sao Paulo), Todaysart Festival (Den Haag), Dark Mofo (Hobart) etc.
Im Mai 2006 kam die LP Škoda Mluvit auf den Markt, auf der die Single Pac Man/Shopping Cart enthalten ist. 2012 folgte das Album Construction Sounds. Es basiert auf Field Recordings von Bauarbeiten, aufgenommen zwischen 2001 und 2009 in Berlin. 2013 erschien auf dem Label Bureau B das Album Guitar Sounds. Auf dem gleichen Label erschien 2015 die Single „Bootleg“ als Kooperation mit der Band Automat (Jochen Arbeit, Achim Färber, Georg Zeitblom).
Neben anderen Arbeiten wie Komposition und Produktion von Musik für Filme (1. Mai, 66/67, In Der Überzahl, Teilhard, Remainder etc. mit Regisseuren wie Ludwig & Glaser, Omer Fast etc.), Theater (The Scorpionfish, Louis & Bebe mit Joanna Dudley & Rufus Didwiszus) und Hörspiele (Release, Hochhaus mit Paul Plamper), spielt er seit einigen Jahren regelmäßig in Noise-Improv-Bands & Projekten wie Angel (zusammen mit Ilpo Väisänen von Pan Sonic & Gästen wie Hildur Guðnadóttir, Oren Ambarchi, BJ Nilsen oder Lucio Capece) und Real Time, einem eher an Neuer Musik orientiertem Duo zusammen mit Reinhold Friedl von zeitkratzer. Des Weiteren spielt er seit einiger Zeit regelmäßig Improvisationskonzerte auf wechselndem Equipment wie E-Gitarre, Elektronik, Balafon oder mit Field Recordings, manchmal solo und manchmal mit Jochen Arbeit (Einstürzende Neubauten, Automat), Günter Schickert, Damo Suzuki (ex-Can), der japanischen Tänzerin Tomoko Nakasato oder Videokünstlern wie Lillevan, pani K und Takehito Koganezawa.
2007 gründete Dirk Dresselhaus zusammen mit Michael Beckett das (Online-)Label MWM (MirrorWorldMusic).

## Diskografie (Auszug)

### Alben
- Moist (1998)
- Zoomer (2002)
- Reconfigures (2004)
- Release (2005)
- Škoda Mluvit (2006)
- Live At HBC – Jochen Arbeit / Schneider TM / Claas Großzeit (2012)
- Construction Sounds (2012)
- Guitar Sounds (2013)
- Louis & Bebe – Joanna Dudley & Schneider TM (2013)
- 撫平塵暴 – Live at N.K. (2014)
- Mobilee (2015)
- A S S – Jochen Arbeit / Günter Schickert / Schneider TM (2016)
- Con-Struct – Conrad Schnitzler & Schneider TM (2016)
- Remainder – Original Motion Picture Soundtrack (2018)
- RA, Schneider TM & Jochen Arbeit (+ Julia Kent & Lucio Capece, 2019)
- The 8 Of Space (2021)
- Ereignishorizont (2023)

### Singles und EPs
- Schneider TM (1997)
- Up-Tight (1998)
- Masters (1998)
- Binokular EP (mit KPT.michi.gan) (2000)
- 6 Peace EP (2002)
- Frogtoise (2002)
- Reality Check (2002)
- The Light 3000 (mit KPT.michi.gan) (2003)
- The Schneider TM Experience (2004)
- Dr. Drek (2005)
- Pac Man/Shopping Cart (2006)
- Schneider TM und Lustfaust 7" (2007)
- Schneider TM & Automat – Bootleg 12" (2015)

## Filmmusik (Auswahl)
- 2008: 1. Mai – Helden bei der Arbeit
- 2009: 66/67 – Fairplay war gestern
- 2011: Polnische Ostern
- 2011: Reine Männersache
- 2012: Teilhard (Kurzfilm)
- 2014: In der Überzahl
- 2015: Continuity
- 2015: Polizeiruf 110: Grenzgänger
- 2015: Remainder
- 2016: August (Kurzfilm)
- 2017: Polizeiruf 110: Das Beste für mein Kind
- 2018: Vann over ild
- 2019: Todesengel